# 塚本大地
塚本 大地（つかもと だいち、1993年 - ）は日本の起業家。名古屋大学工学部在学中の2015年、知人の紹介で出会った起業家から借た1000万円を元手に株式会社DUO（後の株式会社ZIZAI）を共同創業。
以後、事業買収5件と売却4件を経験。2019年にキャラクターIP事業をバンダイナムコアーツへ、2021年にIRIAMをDeNAへ売却。2024年現在は自社プロダクトの世界展開を企画している。
2022年に株式会社ZIZAIの全株式をDMMへ売却し、新設分割により株式会社MEDIXを設立。

## 経歴
- 1993年 兵庫県で生まれる。幼少期を一瞬だけカナダで過ごし、小学生から横浜へ移住[2]。
- 2002年 9歳になると、カードゲームを始める。友達がどう強くなるかを考え、デッキを組み替える隣で、塚本はどう利益を出すかを考えていた。カード店では相場より安いカードに目を光らせ、大会が近所であると聞けば、利益が出るよう組んだ自作の販売パックを持参し、販売した[2]。
- 2012年 名古屋大学工学部に入学。大学在学中に部活をする傍らWebサービスをリリース[3]。
- 2015年 名古屋大学4年時に、共同代表の渡辺稜太氏と、株式会社ZIZAI（旧社名DUO）を設立[4]。
- 2017年 バーチャルYouTuber「ミライアカリ」を立ち上げる[5]。
- 2018年 AI自動キャラモデリング技術を用いたライブ配信アプリ、IRIAMをリリース[6][7]。
- 2019年 キャラクターIP事業をバンダイナムコアーツへ売却[3]。
- 2020年 IRIAMを100％子会社として法人化。DeNAの出資を受ける[8]。
- 2021年 株式会社IRIAMの全株式を評価額150億円でDeNAへ売却[8][9]。
- 2022年 株式会社ZIZAIの全株式をDMMへ売却[10]。ZIZAIの売却と同時に新設分割により株式会社MEDIXを設立[3]。

## 創業期
最初に創業した事業はYoutubeや動画を使ってパチンコ業界のユーザーを集客し、ユーザーをリアルの店舗へ総客するものであった。個人が運営するパチンコ系YouTubeチャンネルを買収するところから始まった。買収後は利益を伸ばし、元所有者に利益配分を渡していた。現在はDMMに買収されている。
目をつけた理由は、普通の大学生が勝てる分野を考えたときに、この業界なら勝てると思ったからであるそうだ。

## IRIAM
IRIAMを始めたきっかけは当時流行っていたバーチャルYoutuberとライブ配信を掛け合わせたらニッチなところでそれなりの規模になるのではないかと考えたからである。
DeNAへの売却に至る経緯は、元々DeNAが株式の20%を持つ株主であり、Pocochaを運営していてライブプラットフォーム運営におけるノウハウを保有しているため、ノウハウをIRIAMに導入すれば更なる成長できると見込んでいたからである。その結果、評価額150億円でDeNAに売却に至った。